# محمود مهدوی دامغانی
محمود مهدوی دامغانی (زادۀ ۱۳۱۵ در مشهد) رئيس پیشین دانشگاه فردوسی مشهد و استاد دانشگاه و مترجم اهل ایران است. وی فرزند فقیه و اصولی خراسان محمد کاظم مهدوی دامغانی و برادرِ کوچکتر  احمد مهدوی دامغانی است.     او برای ترجمۀ کتاب مغازی: تاریخ جنگ‌های پیامبراکرم صلی الله علیه و آله برگزیدهٔ دومین دورهٔ کتاب سال ایران شد. وی به‌پاس آثارش جوایز گوناگونی ازجمله؛ جایزه خادم قرآن، مترجم برجسته،تقدیر یونسکو، فارابی، خادم نشر كشور و... دریافت کرده است.

## آثار
- آثار وی بیش از ۴۴ مجلد است که بخشی از آن عبارت است از؛

### ترجمه‌ها
- المغازی، واقدی[۳]
- مَقْتَل الامام أمیرالمؤمنین علی بن ابی‌طالب علیهما السلام،ابن ابی‌الدنیا
- آثار و برکات امام حسین علیه السلام در دنیا،آثار و برکات سیدالشهداء عليه السلام في دار الدنيا.
- الغدیر فی الإسلام، شیخ محمدرضا فرج‌الله
- دلائل النبوة ومعرفة أحوال صاحب الشريعة، ابوبکر احمد ابن حسین بیهقی
- نهاية الأرب في فنون الأدب، شهاب‌الدين نُوَیری
- اَخبارُالطّوال[۴]، ابوحنیفه دینوری
- الجَمَل و النصرة لِسید العترة فی حرب البصرة، شیخ مفید
- روضة الواعظين[۵]، فتال نیشابوری
- شمائل النبي، ابوعیسی ترمذی
- اَلْمعیار و المُوازنة فی فضائل الإمام أمیرالمؤمنین علی بن أبی‌طالب، ابوجعفر اسکافی
- شرح نهج البلاغة[۶]، ابن ابی‌الحدید
- اخبار مكه و ما جاء فيها من الآثار، محمد ابن عبدالله ازرقی
- مجموعة الوثائق السیاسیة للعهد النبوي و الخلافة الراشدة، محمد حميداللّه حیدرآبادی
- التوابین، ابن قدامه مقدسی

### ویرایش و گزینش آثار دیگران
- نیایش‌های پیامبر اسلام صلی الله علیه و آله ،ترجمه کمال الدین غراب
- نیایش های امیرالمومنین علی علیه السلام ، ترجمۀ کمال‌الدین غراب